# HI Волопаса
HI Волопаса (лат. HI Boötis) — одиночная переменная звезда в созвездии Волопаса на расстоянии приблизительно 929 световых лет (около 285 парсеков) от Солнца. Видимая звёздная величина звезды — от +10,6m до +10,25m.

## Характеристики
HI Волопаса — оранжевый гигант, эруптивная переменная звезда типа RS Гончих Псов (RS:) или пульсирующая переменная звезда, цефеида (DCEP) спектрального класса K2III*. Радиус — около 4,61 солнечных, светимость — около 9,191 солнечных. Эффективная температура — около 4679 K.